# 밤말라

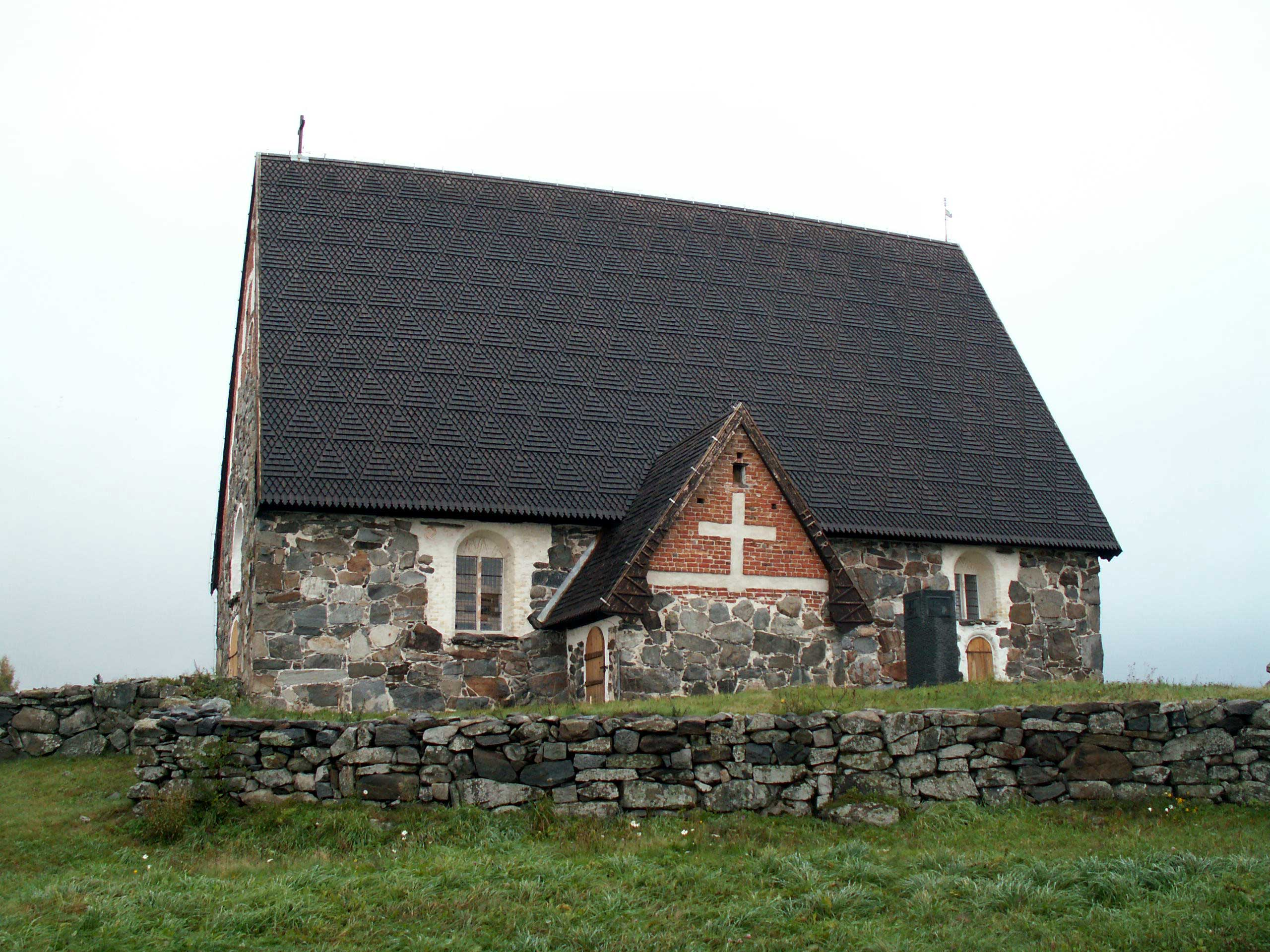
밤말라에 위치한 옛 튀르배(Tyrvää) 교회

밤말라의 위치

밤말라(핀란드어: Vammala)는 핀란드 피르칸마 지역에 있던 도시로 면적은 876km2, 인구는 16,635명(2008년 12월 31일 당시 기준), 인구 밀도는 20.69명/km2이다.
2009년 1월 1일을 기해 모우히얘르비(Mouhijärvi), 애에채(Äetsä)와 함께 사스타말라(Sastamala)라는 이름의 지방 자치체로 통합되면서 소멸되었다.

시 문장